# Иосса, Александр Андреевич
Алекса́ндр Андре́евич Ио́сса (19 [31] декабря 1810, Богословский завод, Пермская губерния — 2 [14] января 1894, Санкт-Петербург) — русский горный инженер и металлург. Тайный советник (с 1872).

## Происхождение
Представитель горной династии немецкого происхождения. Брат Григория Иосса, отец Николая Иосса.

## Биография

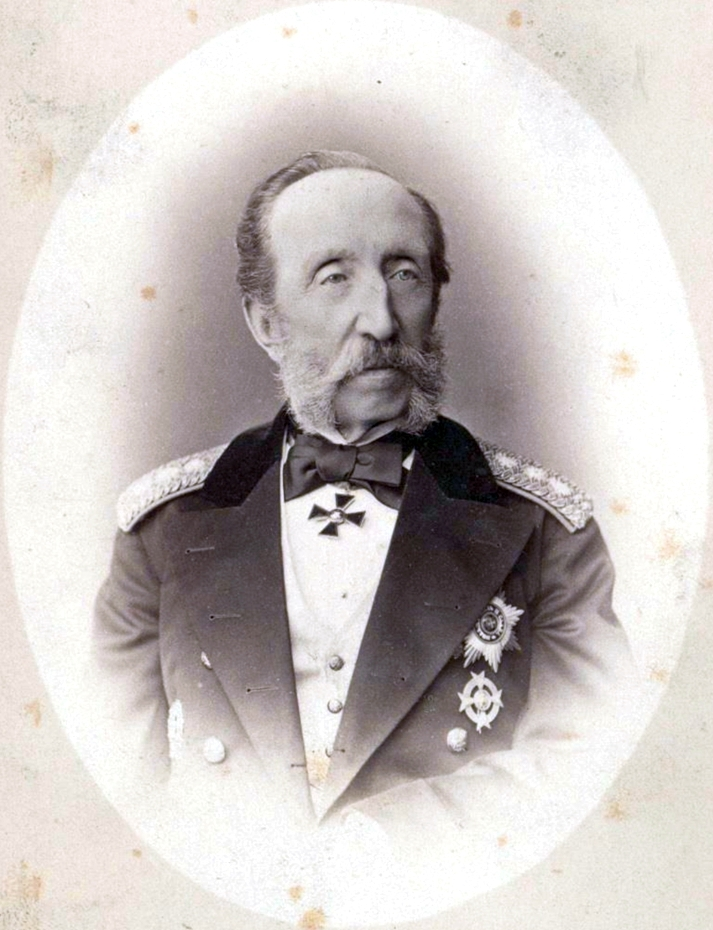
Александр Андреевич Иосса

В 1829 году окончил Горный кадетский корпус с большой серебряной медалью.
С 1829  до 1870 года служил на уральских металлургических заводах. В 1830 году получил должность смотрителя Кушвинского завода, а после приобретения необходимого опыта стал помощником управителя, затем управителем этого завода. В 1851—1855 годах был начальником Златоустовского горного округа, сменив на этом посту П. П. Аносова.
С 1849 г. руководил металлургическим заводом в Воткинске, одним из первых в России проводил опыты по бессемерованию, с которым познакомился в 1860 году на заводе Джона Брауна в Шеффилде; провёл теоретические исследования процесса пудлингования, способствовал открытию Воткинского горного училища. С 1855 года — горный начальник Камско-Воткинских заводов.
В 1863—1870 гг. был главным начальником Уральских заводов. При нём построены броневой и пушечный заводы. Иосса проводил технические усовершенствования, выполнял уникальные заказы: в 1858 году руководил изготовлением углового железа для остова шпица Петропавловской крепости в Санкт-Петербурге, завершив работу в рекордно короткий срок — 3,5 месяца. При изготовлении шпиля на Воткинском заводе, когда технологические трудности поставили под угрозу выполнение заказа, лишь благодаря блестящей идее А. А. Иоссы удалось найти выход из создавшейся ситуации. Были отлиты чугунные шестерни и валки с прибавлением небольшого количества меди. Оказалось, что они «очень прочны, и уже без поломок стали готовить железо для шпиля. После триумфального возведения шпиля на Петропавловском соборе, этой усыпальнице российских самодержцев, горный начальник завода Александр Андреевич Иосса в 1858 году получил бриллиантовый перстень с вензелем Его императорского величества.
С 1870 г. — член Горного совета и Горного ученого комитета (с 1883 — его председатель).
С 1874 г. — почётный член Российского минералогического общества.
Автор статей по металлургии железа и чугуна в Горном журнале.
Находился на горной службе 62 года, показал себя выдающимся организатором металлургического производства. Внёс много технических усовершенствований: применение газа в пудлинговых и сварочных печах, использование каменного угля в доменном производстве.
Был почётным членом Русского технического общества, действительным членом Уральского общества любителей естествознания.
Вышел в отставку не позже 1891 года.
Умер в Санкт-Петербурге 2 (14) января 1894 года и был похоронен на Смоленском православном кладбище.

## Чины
- Генерал-майор (30.08.1861).
- Тайный советник (01.12.1872).
- Действительный тайный советник (01.01.1889).

## Награды
- Орден Св. Станислава 3-й ст. (06.12.1840)
- Орден Св. Анны 3-й ст. (06.12.1844)
- Орден Св. Анны 2-й ст. (06.12.1853)
- Орден Св. Владимира 3-й ст. (19.04. 1864)
- Орден Св. Станислава 1-й ст. (16.04.1867)
- Орден Св. Анны 1-й ст. (17.04.1870)
- Орден Св. Владимира 2-й ст. (01.01. 1875)
- Орден Белого Орла (28.03.1882)